# Ribnik (république serbe de Bosnie)
Pour les articles homonymes, voir Ribnik.
Ribnik (en serbe cyrillique : Рибник) est une municipalité de Bosnie-Herzégovine située dans la république serbe de Bosnie. Selon les premiers résultats du recensement bosnien de 2013, elle compte 6 517 habitants.
Le centre administratif de la municipalité se trouve à Gornji Ribnik.

## Géographie

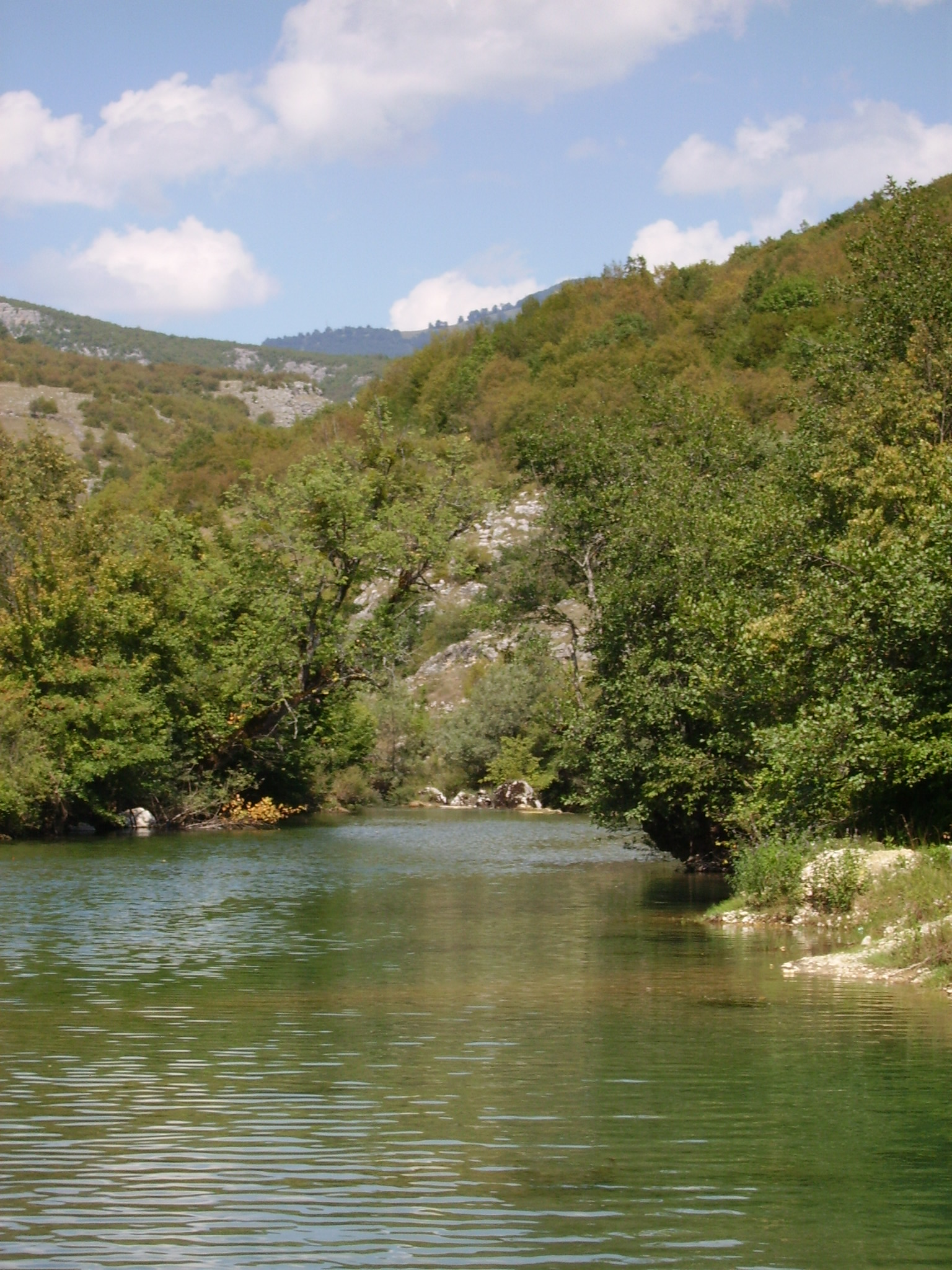
La rivière Sana près de Donji Vrbljani

Le territoire de la municipalité de Ribnik s’élève à une altitude comprise entre 300 et 1 650 m d’altitude. La municipalité est entourée par les monts Dimitor et Podovi à l’est, Crna Gora au sud, Klekovača et Srnetica à l’ouest. Les montagnes sont densément boisées et les forêts représentent 64 % du territoire municipal.
La municipalité est entourée par celles d’Oštra Luka au nord, Banja Luka et Mrkonjić Grad à l’est, Glamoč au sud, Istočni Drvar, Petrovac et Ključ à l’ouest.

## Histoire
La municipalité de Ribnik a été créée après la guerre de Bosnie et à la suite des accords de Dayton sur le territoire de la municipalité d’avant-guerre de Ključ, le reste de l’ancienne municipalité étant intégré à la fédération de Bosnie-et-Herzégovine.

## Localités

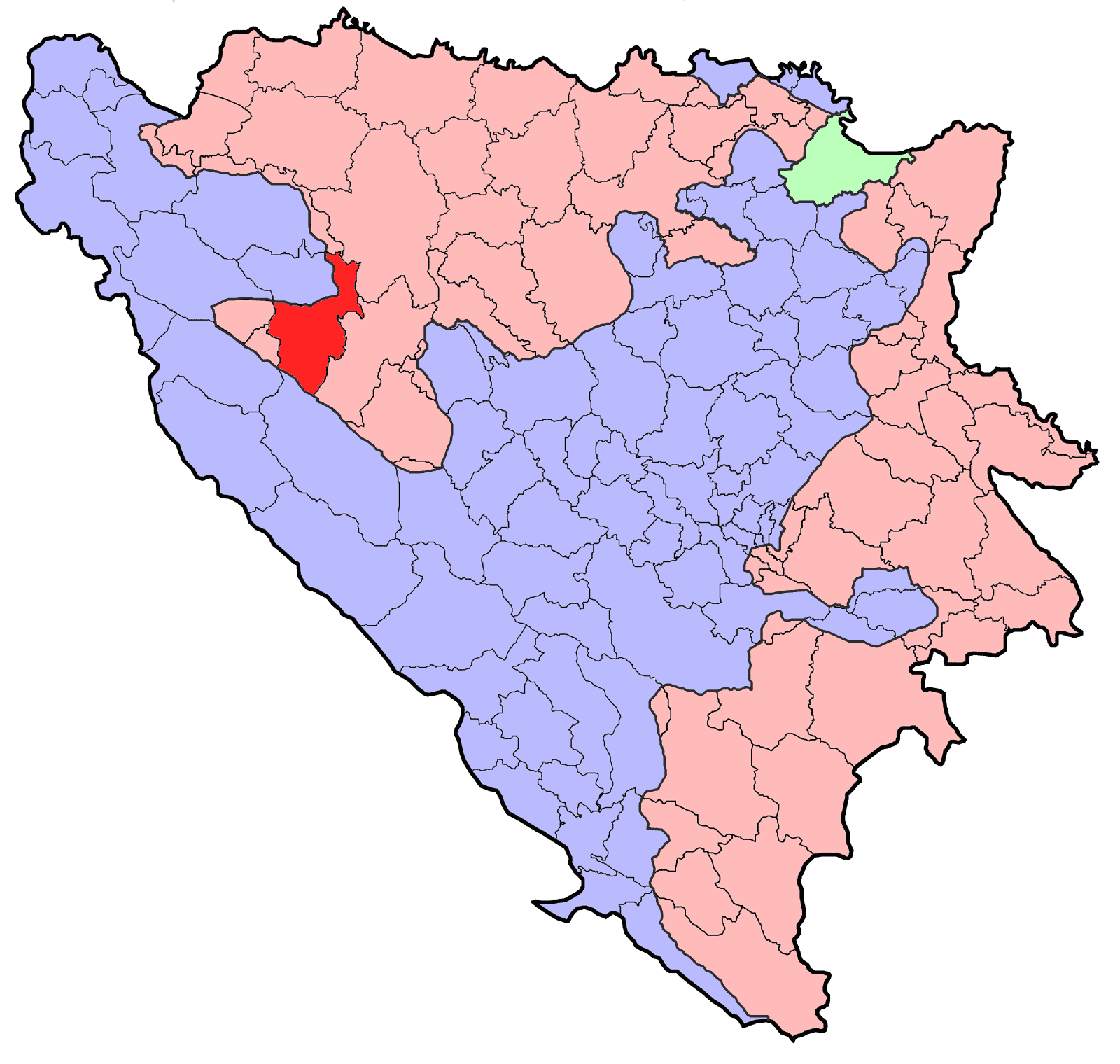
Localisation de la municipalité de Ribnik en Bosnie-Herzégovine

La municipalité de Ribnik compte 28 localités :
| - Busije - Crkveno - Čađavica - Donja Previja - Donja Slatina - Donje Ratkovo - Donje Sokolovo - Donji Ribnik - Donji Vrbljani - Dragoraj - Dubočani - Gornja Previja - Gornja Slatina - Gornje Ratkovo | - Gornje Sokolovo - Gornji Ribnik - Gornji Vrbljani - Jarice - Ljubine - Rastoka - Sitnica - Sredice - Stražice - Treskavac - Velečevo - Velijašnica - Velije - Zableće |

## Politique
À la suite des élections locales de 2012, les 17 sièges de l'assemblée municipale se répartissaient de la manière suivante, :
| Parti                                                    | Sièges |
| -------------------------------------------------------- | ------ |
| Alliance des sociaux-démocrates indépendants (SNSD)      | 7      |
| Alliance démocratique nationale (DNS)                    | 4      |
| Parti démocratique serbe (SDS)                           | 4      |
| Parti démocratique (DP)                                  | 1      |
| Parti socialiste de la République serbe de Bosnie (SPRS) | 1      |

Goran Savić, membre de l'Alliance des sociaux-démocrates indépendants (SNSD), a été élu maire de la municipalité,.

## Économie
L’industrie du bois est une des activités principales de la municipalité.